# 大野伸介
大野伸介（おおの しんすけ、1970年－）は、日本の映画監督。佐賀県佐賀市生まれ。佐賀県立佐賀北高等学校卒業。

## 人物
ファッションデザイン専門学校在学中に照明助手として映画界入り。1999年、『trancemission』で助監督デビュー、その後に今村昌平・北野武・相米慎二・行定勲などに師事し、2008年、映画『シャカリキ!』で監督デビュー。

## 作品
監督作品
- 2008年 - シャカリキ!
- 2009年 - Go Ape ゴー・エイプ WOWOW

助監督作品
- 2007年 - クローズド・ノート
- 2007年 - ショコラの見た世界
- 2006年 - 小さき勇者たち〜ガメラ〜
- 2005年 - 北の零年
- 2002年 - チキンハート
- 2002年 - ピンポン
- 2000年 - 静かなるドン〈THE MOVIE〉
- 1999年 - trancemission